# Republiken Kroatiens författningsdomstol
Republiken Kroatiens författningsdomstol (kroatiska: Ustavni sud Republike Hrvatske) är Kroatiens författningsdomstol. Domstolens uppgift är att tolka och värna landets författning. Författningsdomstolen är sui generis och hör inte till den verkställande eller lagstiftande makten. Den är de facto den högsta rättsliga myndigheten i Kroatien då den i teorin kan häva högsta domstolens beslut.
Domstolen är belägen i Övre staden i den kroatiska huvudstaden Zagreb. 

## Domstolens verksamhet och ansvarsområde
Författningsdomstolens huvudsakliga uppgift är att besluta eller pröva om lagar och andra bestämmelser överensstämmer med den kroatiska författningen. 

## Domstolens sammansättning
Författningsdomstolen består av 13 domare utsedda av det kroatiska parlamentet. Domarna som utses är i regel framstående åklagare, advokater eller professorer. Deras ämbetsperiod är 8 år och innan de tillträder tjänsten svär de en ed inför presidenten. Bland domarna utses en ordförande vars formella titel är "president av republiken Kroatiens författningsdomstol". Presidentens ämbetsperiod är 4 år.  

### Nuvarande sammansättning
Sedan 2009 är domstolens sammansättning enligt följande:
- Jasna Omejec - President
- Aldo Radolović - Vicepresident
- Mato Arlović
- Marko Babić
- Snježana Bagić
- Slavica Banić
- Mario Jelušić
- Davor Krapac
- Ivan Matija
- Antun Palarić
- Duška Šarin
- Miroslav Šeparović
- Nevenka Šernhorst

### Lista över presidenter
- Jadranko Crnić, 1991–1999
- Smiljko Sokol, 1999–2003
- Petar Klarić, 2003–2007
- Željko Potočnjak, 2007–2008
- Jasna Omejec, 2009–

### Fotnoter
1. ↑  Usud.hr Arkiverad 11 december 2013 hämtat från the Wayback Machine. – Domstolens officiella webbplats (engelska)
2. ↑  Usud.hr Arkiverad 11 december 2013 hämtat från the Wayback Machine. – Domstolens officiella webbplats (engelska)